# Andropromachus tonkinensis
Andropromachus tonkinensis är en insektsart som först beskrevs av Brunner von Wattenwyl 1907.  Andropromachus tonkinensis ingår i släktet Andropromachus och familjen Phasmatidae. Inga underarter finns listade i Catalogue of Life.